# Melas (Sohn des Oinopion)
Melas (altgriechisch Μέλας Mélas) ist in der griechischen Mythologie ein Sohn des Oinopion.
Mit seinem Vater und seinen Brüdern Talos, Euanthes, Salagos und Athamas wanderte er von Kreta nach Chios aus, das der kretische König Rhadamanthys dem Dionysossohn Oinopion als Siedlungsgebiet zugewiesen hatte.